# Torneo di Chichester
Il Torneo di Chichester è stato un torneo femminile di tennis che si disputava a Chichester in Gran Bretagna su campi in erba.

## Albo d'oro

### Singolare
| Anno | Campionessa      | Finalista        | Punteggio     |
| ---- | ---------------- | ---------------- | ------------- |
| 1973 | Dianne Fromholtz | Brigette Cuypers | 6-1, 6-0      |
| 1977 | Marise Kruger    | Bunny Bruning    | 6-2, 6-2      |
| 1978 | Evonne Goolagong | Pam Teeguarden   | 6-4, 6-4      |
| 1979 | Evonne Goolagong | Sue Barker       | 6-1, 6-4      |
| 1980 | Chris Evert      | Evonne Goolagong | 6-3, 6-7, 7-5 |

### Doppio
| Anno | Campionesse                     | Finalista                            | Punteggio     |
| ---- | ------------------------------- | ------------------------------------ | ------------- |
| 1973 | Julie Heldman Ann Kiyomura      | Jackie Fayter-Hough Peggy Michel     | 7-5, 6-3      |
| 1977 | Marise Kruger Elizabeth Vlotman | Corinne Molesworth Naoko Satō        | 6-2, 6-1      |
| 1978 | Janet Newberry Pam Shriver      | Michelle Tyler-Wilson Yvonne Vermaak | 3-6, 6-3, 6-4 |
| 1979 | Greer Stevens Wendy Turnbull    | Billie Jean King Martina Navrátilová | 6-3, 1-6, 7-5 |
| 1980 | Pam Shriver Betty Stöve         | Rosie Casals Wendy Turnbull          | 6-4, 7-5      |